# Pape Thiaw
Pape Bouna Thiaw (* 5. února 1981) je senegalský profesionální fotbalový trenér a bývalý fotbalista, který hrál na pozici útočníka. Je trenérem senegalského národního týmu.

## Hráčská kariéra
Hrál za několik klubů ve Francii, Švýcarsku a Španělsku, a také za Dynamo Moskva v Rusku.
Hrával za reprezentaci Senegalu a zúčastnil se Mistrovství světa ve fotbale 2002. Za svou zemi vstřelil 5 gólů.

## Trenérská kariéra
Thiaw byl trenérem senegalského národního týmu, který vyhrál Africký šampionát národů 2022. Africký šampionát národů omezuje kádry pouze na hráče z domácí ligy. Hlavní senegalský národní tým, který se účastní např. Mistrovství světa ve fotbale nebo Afrického poháru národů a zahrnuje i hráče ze zahraničních klubů, byl veden Aliou Cissém. Pape Thiaw byl jmenován trenérem senegalské fotbalové reprezentace 13. prosince 2024.

## Trenérské statistiky
| Tým     | Od                | Do     | Statistiky | Statistiky | Statistiky | Statistiky | Statistiky | Statistiky | Statistiky |
| Tým     | Od                | Do     | Z          | V          | R          | P          | VG         | OG         | % výher    |
| ------- | ----------------- | ------ | ---------- | ---------- | ---------- | ---------- | ---------- | ---------- | ---------- |
| Senegal | 13. prosince 2024 | dodnes | 8          | 5          | 3          | 0          | 7          | 2          | 62.50%     |
| Celkově |                   |        |            |            |            |            |            |            |            |

## Úspěchy

### Trenérské
Senegal
- Africký šampionát národů: 2022